# Bassin de Decazeville-Aubin
Le bassin de Decazeville-Aubin est une région naturelle de France située autour de la ville de Decazeville, au sud-ouest du Massif central.

## Situation
Le bassin de Decazeville-Aubin est situé au nord du département de l'Aveyron. Il est entouré par les régions naturelles suivantes :
- Au nord par la Châtaigneraie
- A l’est par le Pays de Conques, le Vallon de Marcillac et le Causse Comtal
- Au sud par le Ségala
- A l’ouest par le Terrefort

## Sous ensembles naturels

### Pays de Montbazens
Le plateau de Montbazens a une altitude moyenne de 500 mètres ; il porte le nom de sa principale ville : Montbazens. C'est un pays de bocage et de pâturages essentiellement tourné sur l'élevage de qualité. Le nord est orienté vers l'élevage porcin, le sud vers l'élevage bovin alors que le petit causse de Montbazens s'est spécialisé dans l'élevage ovin.

### Sources et références
- Frédéric Zégierman - Le guide des pays de France (Sud) - Fayard 1999